# Giải BAFTA cho nam diễn viên chính xuất sắc nhất
Giải BAFTA cho nam diễn viên chính xuất sắc nhất là một giải BAFTA dành cho nam diễn viên đóng vai chính trong một phim, được bầu chọn là xuất sắc nhất trong năm.
Từ năm 1852 tới năm 1967, giải phân ra hai loại: diễn viên người Anh xuất sắc nhất và diễn viên nước ngoài xuất sắc nhất. Từ năm 1968, hai giải trên hợp nhất thành một. Tên "Nam diễn viên xuất sắc nhất trong một vai chính" được sử dụng từ năm 1995.

## Các người đoạt giải và các người được đề cử

### Thập niên 1950
- 1952
  - Nam diễn viên Anh xuất sắc nhất – Ralph Richardson – The Sound Barrier
    - Laurence Olivier – Carrie
    - Alastair Sim – Folly to Be Wise
    - Jack Hawkins – Mandy
    - James Hayter – The Pickwick Papers
    - Nigel Patrick – The Sound Barrier

  - Nam diễn viên nước ngoài xuất sắc nhất – Marlon Brando – Viva Zapata!
    - Humphrey Bogart – The African Queen
    - Fredric March – Death of a Salesman
    - Pierre Fresnay – Dieu a besoin des hommes
    - Francesco Golisano – Miracolo a Milano
- 1953
  - Nam diễn viên Anh xuất sắc nhất – John Gielgud – Julius Caesar
    - Jack Hawkins – The Cruel Sea
    - Kenneth More – Genevieve
    - Trevor Howard – The Heart of the Matter
    - Duncan Macrae – The Kidnappers'

  - Nam diễn viên nước ngoài xuất sắc nhất – Marlon Brando – Julius Caesar
    - Spencer Tracy – The Actress
    - Claude Laydu – Journal d'un curé de campagne
    - Marcel Mouloudji – Nous sommes tous des assassins
    - Eddie Albert – Roman Holiday
    - Gregory Peck – Roman Holiday
    - Van Heflin – Shane
- 1954
  - Nam diễn viên Anh xuất sắc nhất– Kenneth More – Doctor in the House
    - David Niven – Carrington V.C.
    - John Mills – Hobson's Choice
    - Robert Donat – Lease of Life
    - Maurice Denham – The Purple Plain
    - Donald Wolfit – Svengali

  - Nam diễn viên nước ngoài xuất sắc nhất – Marlon Brando – On the Waterfront
    - José Ferrer – The Caine Mutiny
    - Fredric March – Executive Suite
    - James Stewart – The Glenn Miller Story
    - Neville Brand – Riot in Cell Block 11
- 1955
  - Nam diễn viên Anh xuất sắc nhất – Laurence Olivier – Richard III
    - Alfie Bass – The Bespoke Overcoat
    - Kenneth More – The Deep Blue Sea
    - Michael Redgrave – The Night My Number Came Up
    - Alec Guinness – The Prisoner
    - Jack Hawkins – The Prisoner

  - Nam diễn viên nước ngoài xuất sắc nhất – Ernest Borgnine – Marty
    - James Dean – East of Eden
    - Jack Lemmon – Mister Roberts
    - Frank Sinatra – Not as a Stranger
    - Toshirô Mifune – Shichinin no samurai
    - Takashi Shimura – Shichinin no samurai
- 1956
  - Nam diễn viên Anh xuất sắc nhất – Peter Finch – A Town Like Alice
    - Jack Hawkins – The Long Arm
    - Kenneth More – Reach for the Sky

  - Nam diễn viên nước ngoài xuất sắc nhất – François Périer – Gervaise
    - Karl Malden – Baby Doll
    - Pierre Fresnay – Le Défroqué
    - Frank Sinatra – The Man with the Golden Arm
    - Spencer Tracy – The Mountain
    - William Holden – Picnic
    - James Dean – Rebel Without a Cause
    - Gunnar Björnstrand – Sommarnattens leende
- 1957
  - Nam diễn viên Anh xuất sắc nhất – Alec Guinness – The Bridge on the River Kwai
    - Trevor Howard – Manuela
    - Laurence Olivier – The Prince and the Showgirl
    - Michael Redgrave – Time Without Pity
    - Peter Finch – Windom's Way

  - Nam diễn viên nước ngoài xuất sắc nhất – Henry Fonda – 12 Angry Men
    - Sidney Poitier – Edge of the City
    - Ed Wynn – The Great Man
    - Robert Mitchum – Heaven Knows, Mr. Allison
    - Pierre Brasseur – Porte des Lilas
    - Tony Curtis – Sweet Smell of Success
    - Richard Basehart – Time Limit
    - Jean Gabin – La Traversée de Paris
- 1958
  - Nam diễn viên Anh xuất sắc nhất – Trevor Howard – The Key
    - I.S. Johar – Harry Black
    - Anthony Quayle – Ice-Cold in Alex
    - Laurence Harvey – Room at the Top
    - Donald Wolfit – Room at the Top
    - Michael Craig – Sea of Sand
    - Terry-Thomas – tom thumb

  - Nam diễn viên nước ngoài xuất sắc nhất – Sidney Poitier – The Defiant Ones
    - Paul Newman – Cat on a Hot Tin Roof
    - Tony Curtis – The Defiant Ones
    - Curd Jürgens – The Enemy Below
    - Curd Jürgens – The Inn of the Sixth Happiness
    - Spencer Tracy – The Last Hurrah
    - Glenn Ford – The Sheepman
    - Victor Sjöström – Smultronstället
    - Charles Laughton – Witness for the Prosecution
    - Marlon Brando – The Young Lions
- 1959
  - Nam diễn viên Anh xuất sắc nhất – Peter Sellers – I'm All Right Jack
    - Laurence Olivier – The Devil's Disciple
    - Laurence Harvey – Expresso Bongo
    - Richard Burton – Look Back in Anger
    - Peter Finch – The Nun's Story
    - Stanley Baker – Yesterday's Enemy
    - Gordon Jackson – Yesterday's Enemy

  - Nam diễn viên nước ngoài xuất sắc nhất – Jack Lemmon – Some Like It Hot
    - James Stewart – Anatomy of a Murder
    - Takashi Shimura – Ikiru
    - Jean Desailly – Maigret tend un piège
    - Jean Gabin – Maigret tend un piège
    - Zbigniew Cybulski – Popiól i diament

### Thập niên 1960
- 1960
  - Nam diễn viên Anh xuất sắc nhất – Peter Finch – The Trials of Oscar Wilde
    - Richard Attenborough – The Angry Silence
    - Laurence Olivier – The Entertainer
    - Albert Finney – Saturday Night and Sunday Morning
    - John Fraser – The Trials of Oscar Wilde
    - Alec Guinness – Tunes of Glory
    - John Mills – Tunes of Glory

  - Nam diễn viên nước ngoài xuất sắc nhất – Jack Lemmon – The Apartment
    - George Hamilton – Crime & Punishment
    - Burt Lancaster – Elmer Gantry
    - Fredric March – Inherit the Wind
    - Spencer Tracy – Inherit the Wind
    - Yves Montand – Let's Make Love
- 1961
  - Nam diễn viên Anh xuất sắc nhất – Peter Finch – No Love for Johnnie
    - Dirk Bogarde – Victim

  - Nam diễn viên nước ngoài xuất sắc nhất – Paul Newman – The Hustler
    - Vladimir Ivashov – Ballada o soldate
    - Alberto Sordi – The Best of Enemies
    - Montgomery Clift – Judgment at Nuremberg
    - Maximilian Schell – Judgment at Nuremberg
    - Sidney Poitier – A Raisin in the Sun
    - Philippe Leroy – Le Trou
- 1962
  - Nam diễn viên Anh xuất sắc nhất – Peter O'Toole – Lawrence of Arabia
    - Richard Attenborough – The Dock Brief
    - Alan Bates – A Kind of Loving
    - James Mason – Lolita
    - Peter Sellers – Only Two Can Play
    - Laurence Olivier – Term of Trial

  - Nam diễn viên nước ngoài xuất sắc nhất – Burt Lancaster – Birdman of Alcatraz
    - Charles Laughton – Advise and Consent
    - Robert Ryan – Billy Budd
    - Anthony Quinn – Lawrence of Arabia
    - George Hamilton – Light in the Piazza
    - Kirk Douglas – Lonely Are the Brave
    - Jean-Paul Belmondo – Léon Morin, prêtre
    - Georges Wilson – Une aussi longue absence
- 1963
  - Nam diễn viên Anh xuất sắc nhất – Dirk Bogarde – The Servant
    - Tom Courtenay – Billy Liar
    - Richard Harris – This Sporting Life
    - Albert Finney – Tom Jones
    - Hugh Griffith – Tom Jones

  - Nam diễn viên nước ngoài xuất sắc nhất – Marcello Mastroianni – Divorzio all'italiana
    - Franco Citti – Accattone
    - Howard Da Silva – David and Lisa
    - Jack Lemmon – Days of Wine and Roses
    - Paul Newman – Hud
    - Gregory Peck – To Kill a Mockingbird
- 1964
  - Nam diễn viên Anh xuất sắc nhất – Richard Attenborough – Guns at Batasi & Seance on a Wet Afternoon
    - Peter O'Toole – Becket
    - Peter Sellers – Dr. Strangelove or: How I Learned to Stop Worrying and Love the Bomb
    - Tom Courtenay – King & Country
    - Peter Sellers – The Pink Panther

  - Nam diễn viên nước ngoài xuất sắc nhất – Marcello Mastroianni – Ieri, oggi, domani
    - Cary Grant – Charade
    - Sterling Hayden – Dr. Strangelove or: How I Learned to Stop Worrying and Love the Bomb
    - Sidney Poitier – Lilies of the Field
- 1965
  - Nam diễn viên Anh xuất sắc nhất – Dirk Bogarde – Darling
    - Harry Andrews – The Hill
    - Michael Caine – The Ipcress File
    - Rex Harrison – My Fair Lady

  - Nam diễn viên nước ngoài xuất sắc nhất – Lee Marvin – Cat Ballou & The Killers
    - Anthony Quinn – Alexis Zorbas
    - Innokenti Smoktunovsky – Gamlet
    - Jack Lemmon – Good Neighbor Sam
    - Jack Lemmon – How to Murder Your Wife
    - Oskar Werner – Ship of Fools
- 1966
  - Nam diễn viên Anh xuất sắc nhất – Richard Burton – The Spy Who Came in from the Cold & Who's Afraid of Virginia Woolf?
    - Michael Caine – Alfie
    - Ralph Richardson – Doctor Zhivago
    - Ralph Richardson – Khartoum
    - Ralph Richardson – The Wrong Box
    - David Warner – Morgan: A Suitable Case for Treatment

  - Nam diễn viên nước ngoài xuất sắc nhất – Rod Steiger – The Pawnbroker
    - Sidney Poitier – A Patch of Blue
    - Jean-Paul Belmondo – Pierrot le fou
    - Oskar Werner – The Spy Who Came in from the Cold
- 1967
  - Nam diễn viên Anh xuất sắc nhất – Paul Scofield – A Man for All Seasons
    - Dirk Bogarde – Accident
    - James Mason – The Deadly Affair
    - Dirk Bogarde – Our Mother's House
    - Richard Burton – The Taming of the Shrew

  - Nam diễn viên nước ngoài xuất sắc nhất – Rod Steiger – In the Heat of the Night
    - Warren Beatty – Bonnie and Clyde
    - Orson Welles – Campanadas a medianoche
    - Sidney Poitier – In the Heat of the Night
- 1968 – Spencer Tracy – Guess Who's Coming to Dinner vai Matt Drayton
  - Ron Moody – Oliver!
  - Trevor Howard – The Charge of the Light Brigade
  - Nicol Williamson – The Bofors Gun
- 1969 – Dustin Hoffman – John and Mary vai John, & Midnight Cowboy vai Enrico 'Ratso' Rizzo
  - Walter Matthau – Hello, Dolly!
  - Walter Matthau – The Secret Life of an American Wife
  - Nicol Williamson – Inadmissible Evidence
  - Alan Bates – Women in Love

### Thập niên 1970
- 1970 – Robert Redford – Butch Cassidy and the Sundance Kid vai Sundance Kid, Downhill Racer vai David Chappellet, & Tell Them Willie Boy Is Here vai Deputy Sheriff Christopher Cooper
  - Paul Newman – Butch Cassidy and the Sundance Kid
  - George C. Scott – Patton
  - Elliott Gould – MASH
  - Elliott Gould – Bob & Carol & Ted & Alice
- 1971 – Peter Finch – Sunday Bloody Sunday vai Dr. Daniel Hirsh
  - Albert Finney – Gumshoe
  - Dustin Hoffman – Little Big Man
  - Dirk Bogarde – Morte a Venezia
- 1972 – Gene Hackman – The French Connection vai Jimmy 'Popeye' Doyle, & The Poseidon Adventure vai Reverend Frank Scott
  - Marlon Brando – The Godfather
  - Marlon Brando – The Nightcomers
  - George C. Scott – The Hospital
  - George C. Scott – They Might Be Giants
  - Robert Shaw – Young Winston
- 1973 – Walter Matthau – Charley Varrick vai Charley Varrick, & Pete 'n' Tillie vai Pete
  - Marlon Brando – Ultimo tango a Parigi
  - Donald Sutherland – Steelyard Blues
  - Donald Sutherland – Don't Look Now
  - Laurence Olivier – Sleuth
- 1974 – Jack Nicholson – Chinatown vai J.J. 'Jake' Gittes, & The Last Detail vai Billy Buddusky
  - Gene Hackman – The Conversation
  - Albert Finney – Murder on the Orient Express
  - Al Pacino – Serpico
- 1975 – Al Pacino – The Godfather Part II vai Michael Corleone, & Dog Day Afternoon vai Sonny Wortzik
  - Richard Dreyfuss – Jaws
  - Gene Hackman – French Connection II
  - Gene Hackman – Night Moves
  - Dustin Hoffman – Lenny
- 1976 – Jack Nicholson – One Flew Over the Cuckoo's Nest vai Randle McMurphy
  - Robert De Niro – Taxi Driver
  - Dustin Hoffman – All the President's Men
  - Dustin Hoffman – Marathon Man
  - Walter Matthau – The Bad News Bears
  - Walter Matthau – The Sunshine Boys
- 1977 – Peter Finch – Network vai Howard Beale
  - William Holden – Network
  - Woody Allen – Annie Hall
  - Sylvester Stallone – Rocky
- 1978 – Richard Dreyfuss – The Goodbye Girl vai Elliot Garfield
  - Peter Ustinov – Death on the Nile
  - Anthony Hopkins – Magic
- 1979 – Jack Lemmon – The China Syndrome vai Jack Godell
  - Woody Allen – Manhattan
  - Robert De Niro – The Deer Hunter
  - Martin Sheen – Apocalypse Now

### Thập niên 1980
- 1980 – John Hurt – The Elephant Man vai John Merrick
  - Dustin Hoffman – Kramer vs. Kramer
  - Roy Scheider – All That Jazz
  - Peter Sellers – Being There
- 1981 – Burt Lancaster – Atlantic City vai Lou Pascal
  - Jeremy Irons – The French Lieutenant's Woman
  - Robert De Niro – Raging Bull
  - Bob Hoskins – The Long Good Friday
- 1982 – Ben Kingsley – Gandhi vai Mahatma Gandhi
  - Warren Beatty – Reds
  - Henry Fonda – On Golden Pond
  - Albert Finney – Shoot the Moon
  - Jack Lemmon – Missing
- 1983 – Michael Caine – Educating Rita vai Dr. Frank Bryant, & Dustin Hoffman – Tootsie  vai Michael Dorsey / Dorothy Michaels
  - Michael Caine – The Honorary Consul
  - Robert De Niro – The King of Comedy
- 1984 – Haing S. Ngor – The Killing Fields vai Dith Pran
  - Sam Waterston – The Killing Fields
  - Tom Courtenay – The Dresser
  - Albert Finney – The Dresser
- 1985 – William Hurt – Kiss of the Spider Woman vai Luis Molina
  - F. Murray Abraham – Amadeus
  - Harrison Ford – Witness
  - Victor Banerjee – A Passage to India
- 1986 – Bob Hoskins – Mona Lisa vai George
  - Woody Allen – Hannah and Her Sisters
  - Michael Caine – Hannah and Her Sisters
  - Paul Hogan – Crocodile Dundee
- 1987 – Sean Connery – Der Name der Rose vai William of Baskerville
  - Gérard Depardieu – Jean de Florette
  - Yves Montand – Jean de Florette
  - Gary Oldman – Prick Up Your Ears
- 1988 – John Cleese – A Fish Called Wanda vai Archie Leach
  - Kevin Kline – A Fish Called Wanda vai Otto West
  - Michael Douglas – Fatal Attraction vai Dan Gallagher
  - Robin Williams – Good Morning, Vietnam vai Adrian Cronauer
- 1989 – Daniel Day-Lewis – My Left Foot vai Christy Brown
  - Dustin Hoffman – Rain Man vai Raymond Babbit
  - Robin Williams – Dead Poets Society vai John Keating
  - Kenneth Branagh – Henry V vai Henry V

### Thập niên 1990
- 1990 – Philippe Noiret – Nuovo cinema Paradiso vai Alfredo
  - Robert De Niro – Goodfellas vai Jimmy Conway
  - Sean Connery – The Hunt for Red October vai Captain Marko Ramius
  - Tom Cruise – Born on the Fourth of July vai Ron Kovic
- 1991 – Anthony Hopkins – The Silence of the Lambs vai Dr. Hannibal Lecter
  - Kevin Costner – Dances with Wolves vai Trung úy Dunbar
  - Alan Rickman – Truly, Madly, Deeply vai Jamie
  - Gérard Depardieu – Cyrano de Bergerac vai Cyrano de Bergerac
- 1992 – Robert Downey Jr. – Chaplin vai Charlie Chaplin
  - Stephen Rea – The Crying Game vai Fergus
  - Tim Robbins – The Player vai Griffin Mill
  - Daniel Day Lewis – The Last of the Mohicans vai Nathaniel Poe
- 1993 – Anthony Hopkins – Shadowlands vai C. S. Lewis
  - Anthony Hopkins – The Remains of the Day vai James Stevens
  - Liam Neeson – Schindler's List vai Oskar Schindler
  - Daniel Day-Lewis – In the Name of the Father vai Gerry Conlon
- 1994 – Hugh Grant – Four Weddings and a Funeral vai Charles
  - Tom Hanks – Forrest Gump vai Forrest Gump
  - Terence Stamp – The Adventures of Priscilla, Queen of the Desert vai Ralph / Bernadette Bassenger
  - John Travolta – Pulp Fiction vai Vincent Vega
- 1995 – Nigel Hawthorne – The Madness of King George vai George III
  - Jonathan Pryce – Carrington vai Lytton Strachey
  - Nicolas Cage – Leaving Las Vegas vai Ben Sanderson
  - Massimo Troisi – Il Postino vai Mario Ruoppolo
- 1996 – Geoffrey Rush – Shine vai David Helfgott
  - Ralph Fiennes – The English Patient vai Count Laszlo de Almásy
  - Ian McKellen – Richard III vai Richard III
  - Timothy Spall – Secrets & Lies vai Maurice Purley
- 1997 – Robert Carlyle – The Full Monty vai Gaz
  - Kevin Spacey – L.A. Confidential vai Jack Vincennes
  - Billy Connolly – Mrs Brown vai John Brown
  - Ray Winstone – Nil by Mouth vai Ray
- 1998 – Roberto Benigni – Life Is Beautiful (La vita è bella) vai Guido
  - Michael Caine – Little Voice vai Ray Say
  - Tom Hanks – Saving Private Ryan vai Captain John H. Miller
  - Joseph Fiennes – Shakespeare in Love vai William Shakespeare
- 1999 – Kevin Spacey – American Beauty vai Lester Burnham
  - Om Puri – East Is East vai George Khan
  - Ralph Fiennes – The End of the Affair vai Maurice Bendrix
  - Russell Crowe – The Insider vai Jeffrey Wigand
  - Jim Broadbent – Topsy-Turvy vai W. S. Gilbert

### Thập niên 2000
| Năm                           | Diễn viên                                              | Phim                               | Vai diễn |
| ----------------------------- | ------------------------------------------------------ | ---------------------------------- | -------- |
| 2000 Giải BAFTA lần thứ 54    |                                                        |                                    |          |
| Jamie Bell                    | Billy Elliot                                           | Billy Elliot                       |          |
| Russell Crowe                 | Gladiator                                              | Maximus Decimus Meridius           |          |
| Michael Douglas               | Wonder Boys                                            | Grady Tripp                        |          |
| Tom Hanks                     | Cast Away                                              | Chuck Noland                       |          |
| Geoffrey Rush                 | Quills                                                 | Marquis de Sade                    |          |
| 2001 Giải BAFTA lần thứ 55    |                                                        |                                    |          |
| Russell Crowe                 | A Beautiful Mind                                       | John Forbes Nash, Jr.              |          |
| Jim Broadbent                 | Iris                                                   | John Bayley                        |          |
| Ian McKellen                  | The Lord of the Rings: The Fellowship of the Ring      | Gandalf                            |          |
| Kevin Spacey                  | The Shipping News                                      | Quoyle                             |          |
| Tom Wilkinson                 | In the Bedroom                                         | Matt Fowler                        |          |
| 2002 Giải BAFTA lần thứ 56    |                                                        |                                    |          |
| Daniel Day-Lewis              | Gangs of New York                                      | William "Bill the Butcher" Cutting |          |
| Adrien Brody                  | The Pianist                                            | Władysław Szpilman                 |          |
| Nicolas Cage                  | Adaptation                                             | Charlie và Donald Kaufman          |          |
| Michael Caine                 | The Quiet American                                     | Thomas Fowler                      |          |
| Jack Nicholson                | About Schmidt                                          | Warren Schmidt                     |          |
| 2003 Giải BAFTA lần thứ 57    |                                                        |                                    |          |
| Bill Murray                   | Lost in Translation                                    | Bob Harris                         |          |
| Benicio del Toro              | 21 Grams                                               | Jack Jordan                        |          |
| Johnny Depp                   | Pirates of the Caribbean: The Curse of the Black Pearl | Capt. Jack Sparrow                 |          |
| Jude Law                      | Cold Mountain                                          | W. P. Inman                        |          |
| Sean Penn                     | 21 Grams                                               | Paul Rivers                        |          |
| Sean Penn                     | Mystic River                                           | Jimmy Markum                       |          |
| 2004 Giải BAFTA lần thứ 58    |                                                        |                                    |          |
| Jamie Foxx                    | Ray                                                    | Ray Charles                        |          |
| Jim Carrey                    | Eternal Sunshine of the Spotless Mind                  | Joel Barish                        |          |
| Johnny Depp                   | Finding Neverland                                      | James M. Barrie                    |          |
| Leonardo DiCaprio             | The Aviator                                            | Howard Hughes                      |          |
| Gael García Bernal            | The Motorcycle Diaries (Diarios de motocicleta)        | Ernesto "Che" Guevara              |          |
| 2005 Giải BAFTA lần thứ 59    |                                                        |                                    |          |
| Philip Seymour Hoffman        | Capote                                                 | Truman Capote                      |          |
| Ralph Fiennes                 | The Constant Gardener                                  | Justin Quayle                      |          |
| Heath Ledger                  | Brokeback Mountain                                     | Ennis Del Mar                      |          |
| Joaquin Phoenix               | Walk the Line                                          | Johnny Cash                        |          |
| David Strathairn              | Good Night, and Good Luck                              | Edward R. Murrow                   |          |
| 2006 Giải BAFTA lần thứ 60    |                                                        |                                    |          |
| Forest Whitaker               | The Last King of Scotland                              | Idi Amin                           |          |
| Daniel Craig                  | Casino Royale                                          | James Bond                         |          |
| Leonardo DiCaprio             | The Departed                                           | William "Billy" Costigan, Jr.      |          |
| Richard Griffiths             | The History Boys                                       | Hector                             |          |
| Peter O'Toole                 | Venus                                                  | Maurice                            |          |
| 2007 Giải BAFTA lần thứ 61    |                                                        |                                    |          |
| Daniel Day-Lewis              | There Will Be Blood                                    | Daniel Plainview                   |          |
| George Clooney                | Michael Clayton                                        | Michael Clayton                    |          |
| James McAvoy                  | Atonement                                              | Robbie Turner                      |          |
| Viggo Mortensen               | Eastern Promises                                       | Nikolai                            |          |
| Ulrich Mühe (sau khi từ trần) | The Lives of Others (Das Leben der Anderen)            | Gerd Wiesler                       |          |
| 2008 Giải BAFTA lần thứ 62    |                                                        |                                    |          |
| Mickey Rourke                 | The Wrestler                                           | Randy "The Ram" Robinson           |          |
| Frank Langella                | Frost/Nixon                                            | Richard Nixon                      |          |
| Dev Patel                     | Slumdog Millionaire                                    | Jamal Malik                        |          |
| Sean Penn                     | Milk                                                   | Harvey Milk                        |          |
| Brad Pitt                     | The Curious Case of Benjamin Button                    | Benjamin Button                    |          |
| 2009 Giải BAFTA lần thứ 63    |                                                        |                                    |          |
| Colin Firth                   | A Single Man                                           | George Falconer                    |          |
| Jeff Bridges                  | Crazy Heart                                            | Bad Blake                          |          |
| George Clooney                | Up in the Air                                          | Ryan Bingham                       |          |
| Jeremy Renner                 | The Hurt Locker                                        | SFC. William James                 |          |
| Andy Serkis                   | Sex & Drugs & Rock & Roll                              | Ian Dury                           |          |

### Thập niên 2010
| Năm                        | Diễn viên                 | Phim                        | Vai diễn |
| -------------------------- | ------------------------- | --------------------------- | -------- |
| 2010 Giải BAFTA lần thứ 64 |                           |                             |          |
| Colin Firth                | The King's Speech         | King George VI              |          |
| Javier Bardem              | Biutiful                  | Uxbal                       |          |
| Jeff Bridges               | True Grit                 | Reuben "Rooster" Cogburn    |          |
| Jesse Eisenberg            | The Social Network        | Mark Zuckerberg             |          |
| James Franco               | 127 Hours                 | Aron Ralston                |          |
| 2011 Giải BAFTA lần thứ 65 |                           |                             |          |
| Jean Dujardin              | The Artist                | George Valentin             |          |
| George Clooney             | The Descendants           | Matt King                   |          |
| Michael Fassbender         | Shame                     | Brandon Sullivan            |          |
| Gary Oldman                | Tinker Tailor Soldier Spy | George Smiley               |          |
| Brad Pitt                  | Moneyball                 | Billy Beane                 |          |
| 2012 Giải BAFTA lần thứ 66 |                           |                             |          |
| Daniel Day-Lewis           | Lincoln                   | Abraham Lincoln             |          |
| Ben Affleck                | Argo                      | Tony Mendez                 |          |
| Bradley Cooper             | Silver Linings Playbook   | Patrick "Pat" Solitano, Jr. |          |
| Hugh Jackman               | Les Misérables            | Jean Valjean                |          |
| Joaquin Phoenix            | The Master                | Freddie Quell               |          |
| 2013 Giải BAFTA lần thứ 67 |                           |                             |          |
| Chiwetel Ejiofor           | 12 Years a Slave          | Solomon Northup             |          |
| Christian Bale             | American Hustle           | Irving Rosenfeld            |          |
| Bruce Dern                 | Nebraska                  | Woody Grant                 |          |
| Leonardo DiCaprio          | The Wolf of Wall Street   | Jordan Belfort              |          |
| Tom Hanks                  | Captain Phillips          | Captain Richard Phillips    |          |
| 2014 Giải BAFTA lần thứ 68 |                           |                             |          |
| Eddie Redmayne             | The Theory of Everything  | Stephen Hawking             |          |
| Benedict Cumberbatch       | The Imitation Game        | Alan Turing                 |          |
| Ralph Fiennes              | The Grand Budapest Hotel  | Monsieur Gustave H.         |          |
| Jake Gyllenhaal            | Nightcrawler              | Louis "Lou" Bloom           |          |
| Michael Keaton             | Birdman                   | Riggan Thomson              |          |